# Arènes de Pomarez
Les arènes de Pomarez se situent sur la commune du même nom, dans le département français des Landes.

## Présentation
Construites en ciment en 1931 et couvertes en 1958, les arènes de Pomarez comptent parmi les premières entièrement couvertes en France. Leur capacité est de 3000 personnes, elles accueillent chaque année une quinzaine d'évènements tauromachiques, principalement des courses landaises, en plus des entraînements réguliers de l'école taurine de Pomarez, la seule à enseigner ce jeu typiquement landais. Les courses de Pentecôte, celles du 1er dimanche d'août et celles du 15 août font figure de référence dans la saison tauromachique des Landes. 
Si ces arènes ont contribué à donner à Pomarez son surnom de « Mecque de la course landaise », elles accueillent aussi d'autres types d'évènements, tels que des finales de basket-ball dont celles de la Coupe des Landes, des concerts et des spectacles divers.